# Misha Defonseca
Misha Defonseca (* 12. Mai 1937 in Etterbeek; geboren als Monique Ernestine de Wael) ist eine belgische Schriftstellerin, die vor allem durch das 1997 erschienene, vorgeblich autobiographische Buch Misha: A Mémoire of the Holocaust Years (auf Deutsch: Überleben unter Wölfen) bekannt wurde. Die „Autobiographie“, die auch als Vorlage für einen im Jahr 2007 produzierten Kinofilm diente, entpuppte sich später als komplette Fälschung.

## Leben
Monique de Wael wurde als Tochter katholischer Eltern geboren. Der Vater, Robert De Wael, der für den belgischen Widerstand arbeitete, wurde mit seiner Frau inhaftiert, in das KZ Brauweiler bei Köln gebracht, wo er ermordet wurde. Nach der Arrestierung der Eltern wuchs das Kind bei seinen Großeltern und später bei einem Onkel auf. In der Gemeinde wurde sie „Verräterkind“ genannt, weil ihr Vater der Gestapo die Namen von Widerstandskämpfern verraten habe. Nach der Befreiung Belgiens wurde sein Name auf einem Gedenkstein der Stadt Schaerbeek für die Opfer der Naziherrschaft herausgemeißelt.
Monique de Wael arbeitete in Belgien bei Honeywell-Bull und lernte dort den Manager Maurice Joseph Defonseca kennen, den sie 1973 heiratete. Ab 1980 lebten die beiden in Amsterdam, dann seit 1985 in den USA. Dort verfasste Defonseca Mitte der 1990er Jahre gemeinsam mit der Ghostwriterin Vera Lee ihr Buch Misha: A Mémoire of the Holocaust Years, das 1997 beim von Jane Daniel geführten Kleinverlag Mt. Ivy Press in Gloucester, Massachusetts erschien. In diesem von der Autorin als autobiographisch bezeichneten Werk wird die Geschichte eines jüdischen Mädchens erzählt, das beschützt von Wölfen quer durch das von Deutschland besetzte Europa wandert, um ihre verschleppten Eltern zu finden.
Der deutsche Publizist Henryk M. Broder äußerte bereits 1996 Zweifel an Defonsecas Geschichte. Recherchen der belgischen Zeitung Le Soir stellten im Februar 2008 schließlich klar, dass die Geschichte frei erfunden war, ebenso die vorgebliche jüdische Abstammung der Autorin. Defonseca bestätigte schließlich die Recherchen und räumte ein, dass die Geschichte nicht den Tatsachen entspreche.
Über den zwischen der Verlegerin Daniel und den beiden Co-Autorinnen Defonseca und Lee geschlossenen Vertrag kam es später zu einem Rechtsstreit, da die Verlegerin anstelle von Lee bei der Anmeldung des Buches beim Copyright Office ihren eigenen Verlag als Co-Autor eingebracht hatte. Zudem hatte sie Lee nicht als Co-Autorin auf dem Cover genannt. Darüber erhob Lee 1998 Klage, der sich Defonseca anschloss. Vor Gericht erstritten sie 2005 Entschädigungszahlungen in Höhe von 9,9 Mio. USD für Lee und 22,5 Mio. USD für Defonseca. Daniel erhob gegen das Urteil Einspruch. Nachdem zwischenzeitlich die Zweifel am Wahrheitsgehalt der Geschichte laut wurden, wurde das Urteil gegen Daniel 2014 zum Teil aufgehoben, da sich nach Auffassung des Gerichtes sowohl Daniel als auch Defonseca „sehr unangemessen“ verhalten hätten.

## Dokumentarfilm
Sam Hobkinson veröffentlichte 2021 einen Dokumentarfilm mit dem Titel Misha und die Wölfe, in dem er der Geschichte um Misha Defonseca und andere Beteiligte nachgeht.